# Обухов, Юрий Михайлович
Юрий Михайлович Обухов (26 октября 1950, Московская область) — российский продюсер, деятель кино, доцент ВГИК
Занимается фотографией. Жена — Галина, сын — Михаил.

## Биография
- 1950 — Родился в Московской области, в семье советских служащих.
- 1958 —1968 — Школьные годы.
- 1968 — Первые неосознанные шаги в кино (ученик осветителя), попытка выбора профессии. Экономический ф-т ВГИК.
- 1972 — После окончания ВГИК, более осознанные шаги в кино.
- 1972 — Центральная киностудия детских и юношеских фильмов им. М.Горького, старший администратор, зам.директора съёмочной группы, директор съёмочной группы.
- 1978 — Заместитель генерального директора киностудии им. М.Горького.
- 1989 — Руководящие шаги в кино. Госкино СССР — начальник Главного управления кинопроизводства,
- 1992 — Высшая школа менеджмента и бизнеса Массачусетский университет -Бостон (США),
- 1993 — Компания «CRAWFORD Communications,Inc.» Атланта(США), директор Русской программы.
- 2000 — Заместитель директора киностудии им. М.Горького.
- 2003 -   Генеральный директор ООО "Студия КиноПРОБА"
- 2007 — Генеральный директор «КАРО Продакшн».

## Обухов как кинопродюсер
Юрий Обухов начал заниматься продюсированием кинофильмов в 2001 году и осуществил постановку следующих кинофильмов: «Красная Жизель», «Удаленный доступ», «Дополнительное время», «Жизнь врасплох», «Господа офицеры: Спасти императора», д\ф «Юрий Любимов. Хроники», д\ф «Тонино Гуэрро. Хроники амаркорда», д\ф «Борис Покровский. Рондо оперного патриарха», «Нижняя Каледония», д\ф «Сергей Герасимов. Богатырская симфония», д\ф «Евгений Миронов. Ничего личного», т\п «Кинескоп с Петром Шепотинником», т\ф «Батя», д\ф «Полюса Артура Чилингарова», д\ф «Арктика. Мы здесь», х/ф"Семья" (Песнь Южных морей), х/ф «На игре», х/ф «На игре-2. Новый уровень», д\ф «Марк Донской. Король и шут», х/ф «Тайна Чингиз Хаана», х/ф «Криминальные обстоятельства», т\ф «Геймеры», д/ф «Женщина эпохи панго», х/ф «Тайна четырёх принцесс», х/ф «Полное превращение», х/ф «Лабиринты любви», х/ф «Первые», д\ф «Николай Дупак. О Таганке, о Высоцком и о себе», х/ф «Как я стал…»

## Обухов как директор фильмов
Юрий Обухов был директором таких картин, как «Через тернии к звёздам» (реж. Р. Викторов), «Когда я стану великаном» (реж. И. Туманян), «Кольца Альманзора» (реж. И. Вознесенский), «Смятение чувств» (реж. П. Арсенов).

## Руководство
В данный момент Юрий Обухов занимает пост главы «КАРО Продакшн» и «Студия „КиноПРОБА“»

## Участие Обухова в международных кинофестивалях
- Фильм «Удалённый доступ» реж. С.Проскурина
  - ВЕНЕЦИЯ — конкурс,
  - РОТТЕРДАМ — Нидерланды, конкурс,
  - ИЕРУСАЛИМ — Израиль, конкурс,
  - «КИНОШОК», Анапа — Приз за Лучшую женскую роль,
  - «ЛИСТОПАД», Минск-Беларусь — Приз кинокритики,
  - ДОВИЛЬ — Франция, официальная программа,
  - МАР-ДЕЛЬ-ПЛАТО — Аргентина, официальная программа,
  - «КИНОТАВР» — Сочи, Приз за лучшую музыку,
  - «Pacific Meredian» — Владивосток, приз за лучшую режиссуру, Приз зрительских сипатий,
  - «ОКНО В ЕВРОПУ» — Выборг, конкурс,
  - САЛОНИКИ,Греция-конкурс,
  - ВИСБАДЕН-Германия-конкурс,
  - КАРЛОВЫ ВАРЫ-Чехия, официальная программа,
  - МОСКВА-Россия, официальная программа,
  - СТАЛКЕР,Россия,-официальная программа,
  - БРАТИСЛАВА,Словакия-,-официальная программа,
  - «ФЕСТИВАЛЬ ФЕСТИВАЛЕЙ» САНКТ-ПЕТЕРБУРГ, Приз За лучшую режиссуру,
  - «МОЛОДОСТЬ»,КИЕВ,УКРАИНА,- официальная программа,
- Фильм «Семья» реж. М.Сарулу
  - ПУСАН-Корея — официальная программа,
  - ГОНКОНГ- официальная программа,
  - РОТТЕРДАМ-Нидерланды, официальная программа,
  - ДОВИЛЛЬ-Франция, официальная программа,
  - ИЕРУСАЛИМ-Израиль, официальная программа,
  - ЕВРАЗИЯ, Астана, — Приз за Лучшую женскую роль,
  - КиноРюрик,Стокгольм, Швеция, официальная программа,
  - «Pacific Meredian»-Владивосток, официальная программа,
  - стран АЗИИ Аsiaticafilmmediale, Рим, — Премия NETPAC и Приз Публики Рима,
  - НАНТ-Франция, премия ПУБЛИКИ НАНТА,
  - Cinema Novo, Брюгге-Бельгия,Приз AMAKOUROU,
  - ГЁТЕБОРГ, Швеция- официальная программа,
  - САРАЕВО, Босния и Герцеговина, официальная программа,
  - ТРЕНТО, Италия- официальная программа,
  - стран ШОС, Кыргызстан, — Гран-При .
  - «ЛИСТОПАД», Минск-Беларусь — Приз Президента Республики.
  - CINES DEL SUR, Гранада-Испани, Приз за Лучшую женскую роль
  - «КИНОШОК», Анапа, -Приз за Лучшую женскую роль.
  - «Золотой Минбар»-Казань- Приз за Лучшую операторскую работу
  - «ВОСТОК&ЗАПАД» -Оренбург — Приз Губернатора.
  - Национальная кинематографическая Премия «НИКА»- Номинация на лучший фильм стран СНГ.
  - ЧЕБОКСАРЫ- Приз Президента республики.
  - «XIII Международный кинофестиваль имени Валентины Леонтьевой «От всей души» (Ульяновск, 2022) за лучший полнометражный игровой фильм «Календарь ма(й)я»[1].

## Фильмография

### Продюсер
- 2001 — ф/с «Красная Жизель» — реж. Б.Эйфман
- 2004 — х/ф «Удалённый доступ» — реж. С.Проскурина
- 2005 — х/ф «Дополнительное время» — реж. А.Бруньковский
- 2006 — д/ф «Сергей Герасимов. Богатырская симфония» — реж. П.Шепотинник
- 2006 — д/ф «Евгений Миронов. Ничего личного» — реж. П.Шепотинник
- 2007 — х/ф «Жизнь врасплох» — реж. А.Бруньковский
- 2007 — д/ф «Рондо оперного патриарха» — реж. В.Карабанов
- 2008 — д/ф «Любимов. Хроники» — реж. П.Шепотинник
- 2008 — х/ф «Нижняя Каледония» — реж. Ю.Колесник
- 2008 — х/ф «Господа офицеры: Спасти императора» — реж. О.Фомин
- 2009 — т\ф «Батя» (8 серий) — реж. О.Штром
- 2009 — х/ф «Семья» (Песнь Южных морей) — реж. М.Сарулу
- 2009 — х/ф «Тайна Чингиз Хаана» — реж. А.Борисов
- 2009 — х/ф «На игре» — реж. П.Санаев
- 2010 — х/ф «На игре-2. Новый уровень» — реж. П.Санаев
- 2010 — д/Ф «ТОНИНО.Я не вспоминаю»- реж. А.Бруньковский
- 2010 — д/ф «Арктика. Мы здесь» — реж. И.Волкова
- 2011 — д/ф «Марк Донской. Король и Шут» — реж. А.Бруньковский
- 2011 — х/ф «Криминальные обстоятельства» — реж. В.Карабанов
- 2011 — т/ф «Геймеры»(8 серий) — реж. М.Шевчук
- 2012 — д/ф «Женщина эпохи танго» — реж. П.Мирзоев
- 2012 — д/ф «Пепел детства» — реж. А.Бруньковский
- 2012 — ф/с «Околоноля» — реж. К.Серебрянников
- 2012 — ф/с «Вишневый сад» — реж. П.Мирзоев
- 2012 — ф/с «Женитьба» — реж. П.Мирзоев
- 2012 — ф/с «Мертвые души» — реж. П.Мирзоев
- 2013 — х/ф «Тайна четырёх принцесс»- реж. О.Штром
- 2014 — д/ф «Земляки» — реж. П.Мирзоев
- 2015 — д/ф «Непобежденный гарнизон» реж. И.Калядин
- 2015 — х/ф « Лабиринты любви» — реж. В.Штерянов
- 2017 — д/ф «Александр Городницкий. Океан жизни» — реж. М.Жуковская
- 2017 — д/ф «Кордебалет» — реж. К.Асташев
- 2017 — х/ф «Спасти Пушкина» — реж. Ф.Коршунов, П.Мирзоев
- 2017 — д/ф «Николай Дупак. О Таганке, о Высоцком и о себе» — реж. И Калядин
- 2017 — х/ф «Первые» — реж. Д.Суворов
- 2018 — х/ф «Как я стал…» — реж. П.Мирзоев
- 2018 — д/ф «Спасатель» — реж. И Калядин
- 2018 — д/ф «По следам экспедиции Беринга» — реж. И.Калядин
- 2018 — х/ф «Гнездо глухаря» — реж. К.Богомолов
- 2018 — д/ф «Молога» -реж. И.Калядин
- 2018 — д/ф «Мыс Марии» — реж. И.Калядин
- 2019 — д/ф «Ролан Быков. Портрет Неизвестного солдата» — реж. И.Калядин
- 2020 — х/ф «Сделать как надо» — реж. И.Полевичко
- 2020 — х/ф «Зови меня Дрозд» — реж. П.Мирзоев
- 2021 — д/ф «В поиска радости» — реж. И.Калядин
- 2021 — х/ф «Нахимовцы» — реж. О.Штром
- 2022 — х/ф «Календарь ма(Й)я» — реж. В.Фанасютина
- 2023 — х/ф «Про мою маму и про меня» — реж. Д.Губарев
- 2024 --- д/ф " Евгений Халдей. Лично свидетельствую" - реж.И.Калядин
- 2024 — х/ф «9 секунд» — реж. О.Штром
- 2025 --- х/ф "Нахимовцы. Янтарный берег" - реж.Д.Губарев